# Жуков, Игнат Григорьевич
Игнат Григорьевич Жуков (6 марта 1909, Екатеринослав — 23 апреля 1987, Димитров, Донецкая область) — начальник шахты № 5/6 имени Димитрова треста «Красноармейскуголь» Министерства угольной промышленности Украинской ССР, Сталинская область. Герой Социалистического Труда (1957).

## Биография
В 1930 году по комсомольской путёвке отправился на шахты Донбасса. Трудился откатчиком вагонеток подземного транспорта, проходчиком, машинстом врубовой машины на руднике «Новый Донбасс» (позднее — шахта № 5/6 имени Димитрова). В 1935 году на участке Ивана Бридько добыл около 18 тысяч тонн угля за месяц, за что был награждён Орденом Ленина и премирован легковым автомобилем наркомом тяжёлой промышленности Серго Орджоникидзе.
С 1938 года обучался в Всесоюзной промышленной академии имени Сталина в Москве, которую окончил в 1941 году. Участвовал в Великой Отечественной войне.
В послевоенное время — начальник шахты № 5/6 имени Димитрова треста «Красноармейскуголь». За годы Пятой пятилетки (1951—1955) коллектив шахты показал высокие трудовые результаты в добыче угля, досрочно выполнил коллективное социалистическое обязательство и плановые задания первого года Шестой пятилетки (1956—1960). Указом Президиума Верховного Совета СССР от 26 апреля 1957 года удостоен звания Героя Социалистического Труда за «выдающиеся успехи, достигнутые в деле развития угольной промышленности в годы пятой пятилетки и в 1956 году» с вручением ордена Ленина и золотой медали «Серп и Молот» (№ 7667).
После выхода на пенсию трудился помощником главного инженера родной шахты. Проживал в городе Димитров (сегодня — Мирноград). Умер в апреле 1987 года.
Награды
- Герой Социалистического Труда
- Орден Ленина — дважды (07.07.1935; 1957)
- Орден Трудового Красного Знамени (16.09.1952)
- Медаль «За трудовую доблесть» (04.09.1948)